# Ingen
Ingen is een dorp in de gemeente Buren, in de Nederlandse provincie Gelderland. Het dorp valt sinds 1999 onder deze gemeente. Daarvoor viel het van 1818 tot 1999 onder de gemeente Lienden en daarvoor, van 1811 tot 1818 onder de gemeente Maurik. De kom van verspreid staande huizen loopt via buurtschap De Ganzert over in die van Eck en Wiel in het westen.
In 1026 komt de plaats voor als Heiningen. Het zou teruggaan op Hangim, wat iets als bij de heiling(en) betekent. Een andere mogelijkheid is dat het zonder h zou moeten zijn, dan zou het op weiland kunnen slaan. Ook wordt gedacht dat Heiningen niet helemaal de plaats Ingen is en dat Ingen pas rond 14e eeuw wordt genoemd. De plaatsnaam zou dan mogelijk afgeleid zijn van Ingeborg, een godheid van de Noormannen of mogelijk van het geslacht Ingenhe uit de 13e eeuw.
Chris van Esterik schreef Een jongen van het dorp, honderd jaar Ingen, een dorp in de Betuwe (uitg. Bakker, 2003) over de ontwikkeling van Ingen in de 20e eeuw.

## Ingense veer
Ook is er in Ingen een veer genaamd het Ingensche veer, de eerste vermelding van dit veer is in 1487, al was er voor deze tijd al een veer bij Verhuizen, wat we als de voorloper van het Ingense veer kunnen beschouwen.
De huidige pont heet Geldersweert en is in 2003 in bedrijf genomen. Deze naam refereert aan de nabij het veer gelegen uiterwaard, de Gelderse Waard of Gelderse Weerd geheten, ook is het de naam van het kasteel Geldersweert dat ooit ten westen van het Ingense veer in de gelijknamige uiterwaard stond.

## Hervormde kerk
In 1248 wordt de kerk van Ingen voor het eerst genoemd in een oorkonde. De aan de Heilige Lambertus gewijde kerk kende in 1495 drie altaren.
In de 15e eeuw heeft er een uitgebreide verbouwing en/of nieuwbouw plaatsgevonden. De kerk is in de 17e eeuw gedeeltelijk door brand verwoest. Ook in de 19e eeuw heeft de kerk flink te lijden gehad.
Het driebeukige schip is in de 14e/15e eeuw gebouwd. Tegen de zuidzijde van het koor staat de voormalige sacristie en kapel. De tracering van de ramen aan de zuidzijde hebben een symbolische betekenis.
De geschiedenis van Ingen is verbonden aan de Commanderie van St. Jan. De eerste vermelding van de Commanderie is van 1317. Op een pilaar in de kerk is een wapen op een pilaar van de orde te vinden. In de jaren negentig is de kerk uitgebreid gerestaureerd.
In de kerk is een erg oud doopvont te zien. Waarschijnlijk stamt het uit de 12e eeuw. De 17e-eeuwse kansel is in 1952 op zijn huidige plek geplaatst. In de kerk zijn verschillende schilderingen te zien. Naast de preekstoel is onder andere een afbeelding van St. Michael te bewonderen. Ook op de triomfboog zijn schilderingen te zien.

## Verkeer en vervoer
Het dorp ligt aan de Provinciale weg N320, die vanaf de A2 bij Culemborg naar Kesteren loopt.
De volgende buslijnen rijden door het dorp:
- Lijn 44: Tiel - Wageningen
- Lijn 641: Lienden - Culemborg

## Voorzieningen
Ingen heeft een basisschool en een voetbalvereniging ISC.
Winkels zijn er in Ingen niet te vinden, hiervoor gaan bewoners onder andere naar omliggende dorpen als Lienden of Maurik.

## Molen
Zie Op Hoop Van Beter voor een artikel over deze stellingmolen uit 1893.